# 纽瓦克湾 (南极洲)
紐瓦克灣（英語：Newark Bay），是南極洲的海灣，位於南喬治亞島南岸，長4.8公里，在1819年由俄羅斯探險隊發現，名稱可追溯至1927年左右，現時由英國海外領土南喬治亞島與南桑威奇群島管轄。
54°21′S 36°55′W / 54.350°S 36.917°W